# Egyptská libra
Egyptská libra (arabsky جنيه المصرى ) je zákonným platidlem afrického státu Egypt. Jedna setina libry se nazývá piastr. ISO 4217 kód egyptské libry je EGP. Název „libra“ má egyptská měna společný s měnami několika dalších států, které byly v minulosti součástí britské imperiální říše. Egyptská libra se v praxi používá i na území Pásma Gazy, kde je zákonným platidlem izraelský šekel.

## Mince a bankovky
Současné bankovky v oběhu mají nominální hodnoty 25, 50 piastrů a 1, 5, 10, 20, 50, 100 a 200 liber. Bankovky v hodnotě 25 piastrů jsou od r. 2009 postupně stahovány z oběhu a nahrazovány mincemi. Mince mají hodnoty 25, 50 piastrů a 1 libra.
|  |  | 25 piastrů | 133 x 70 mm |
|  |  | 50 piastrů | 135 × 70 mm |
|  |  | 1 libra    | 140 × 70 mm |
|  |  | 5 liber    | 145 × 70 mm |
|  |  | 10 liber   | 132 × 69 mm |
|  |  | 20 liber   | 137 × 69 mm |
|  |  | 50 liber   | 160 × 70 mm |
|  |  | 100 liber  | 165 x 70 mm |
|  |  | 200 liber  | 165 x 72 mm |